# Província geològica
Una província geològica o geomòrfica és una entitat espacial amb atributs geològics o geomòrfics comuns. Una província pot incloure un únic element estructural dominant, com per exemple una conca o un cinturó de plec, o un nombre d'elements relacionats contigus. Les províncies contigües poden ser similars en estructura, però es consideren per separat a causa de les diferents històries.

## Províncies geològiques per origen
| Província           | Definició | Subcategories                                                          | Exemples                                                                          |
| ------------------- | --- | ---------------------------------------------------------------------- | --------------------------------------------------------------------------------- |
| Escut               | Roques ígnies i metamòrfiques cristal·lines precambrianes exposades que formen àrees tectònicament estables    |                                                                        | - Escut Aràbic-Nubià - Escut Canadenc                                             |
| Plataforma          | Estrat sedimentari horitzontal o suaument estès que cobreix un sòcol de roques ígnies o metamòrfiques          | - Plataforma carbonatada                                               |                                                                                   |
| Cadenes orogèniques | Formació lineal o en forma d'arc on l'escorça continental s'ha plegat, deformat i elevat per formar serralades | - Arc insular - Arc continental - Avantarc                             |                                                                                   |
| Conca               | Formació de capes rocoses de baixa alçada formades per deformació tectònica d'estrats prèviament horitzontals  | - Conques cratògenes - Conca d'avantpaís - Conca sedimentària          |                                                                                   |
| Províncies ígnies   | Acumulació de roques ígniess, inclosa roca líquida (intrusiva) o formacions de roca volcànica (extrusiva)      | - Provincia ígnea de l'Atlàntic Nord - Grup de basalt del riu Columbia |                                                                                   |
| escorça estesa      | L'escorça continental s'aprimà per causa de la tensió extensional                                              | - Marge passiu - Rift                                                  | - Provincia geològica de Basin i Range - Província Volcànica de la Serralada Nord |

## Províncies geològiques per recursos

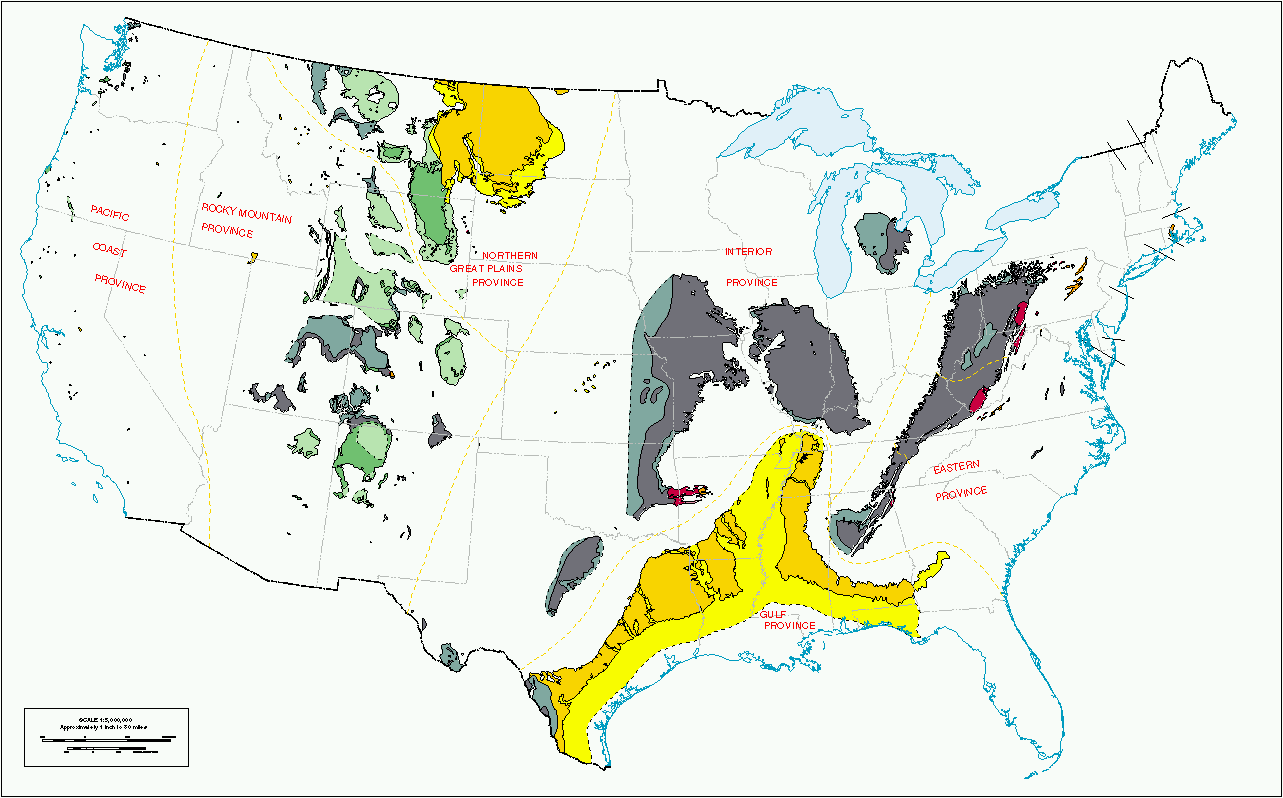
Regions i províncies de carbó dels EUA

Alguns estudis classifiquen les províncies en funció dels recursos minerals, com els jaciments minerals. Hi ha un gran nombre de províncies identificades en tot el món per al petroli i altres combustibles fòssils, com la província del petroli del Delta del Níger.